# Premis YoGa 1992
Els 3r Premis YoGa foren concedits al "pitjoret" de la producció cinematogràfica de 1991 per Catacric el 26 de febrer de 1992 "a Barcelona" per un jurat anònim.

## Guardonats
| Secció           | Premi                        | Nom                                 | Guanyador                                                                                             |
| ---------------- | ---------------------------- | ----------------------------------- | --- |
| Cinema estranger | Pitjor pel·lícula (ex aequo) | "Durmiendo con su enemigo"          | Despertar                                                                                             |
| Cinema estranger | Pitjor pel·lícula (ex aequo) | "Despertares"                       | Dormint amb el seu enemic                                                                             |
| Cinema estranger | Pitjor director              | "Bluff Velvet"                      | David Lynch, per Cor salvatge                                                                         |
| Cinema estranger | Pitjor actor                 | "Con el culo al aire"               | Kevin Costner, per Ballant amb llops i Robin Hood: Príncep dels lladres                               |
| Cinema estranger | Pitjor actriu                | "La máscara de hierro"              | Cher, per Sirenes                                                                                     |
| Cinema estranger | Pitjor documental            | "En la cama con Madonna"            | Banderas                                                                                              |
| Cinema estranger | Ptjor casting                | "No sin mi hija"                    | Diane Lane, per Cor salvatge i El preu de l'ambició                                                   |
| Cinema espanyol  | Pitjor pel·lícula            | "Mamá, préstame tu ginecólogo"      | Lo más natural                                                                                        |
| Cinema espanyol  | Pitjor direcció              | "Entre pillos anda el juego"        | Ana Belén, per Cómo ser mujer y no morir en el intento                                                |
| Cinema espanyol  | Pitjor actor                 | "Una rubia muy dudosa"              | Miguel Bosé, per Tacones lejanos                                                                      |
| Cinema espanyol  | Pitjor actriu                | "El Conde de los Mareos"            | Ana Obregón, per Ho sap el ministre?                                                                  |
| Cinema espanyol  | Pitjor vestuari              | "Pierna creciente, falda menguante" | Núria Hosta, per Lucrecia                                                                             |
| Cinema espanyol  | Pitjor productor             | "Chatarra"                          | Producció catalana de 1991                                                                            |
| Cinema espanyol  | Pitjor distribuidora         | "Tiburón 2: el robobo de la jojoya" | Columbia/Tristar                                                                                      |
| Cinema espanyol  | Pitjor exhibidor             | "Llamaradas ex aequo"               | Cinemes Bailèn, Capsa i Fémina de Barcelona                                                           |
| Especials        | Uno de los nuestros          | Uno de los nuestros                 | Rosa María Mateo, José Luis Garci i Enrique Herreros, per la seva retransmissió dels Oscar 1991 a TVE |